# Przełęcz Hucka
Przełęcz Hucka – szerokie obniżenie, położone na terenie Łysogór w Górach Świętokrzystkich. Przełęcz znajduje się na wysokości 495 m n.p.m. pomiędzy szczytami Huckiej Góry (547 m n.p.m.) oraz Łysej Góry (594 m n.p.m.), ponad wsią Huta Szklana, na granicy Świętokrzyskiego Parku Narodowego. Nazwa przełęczy pochodzi od istniejącej tu od XVI do XVIII wieku huty szkła.

Obecnie na przełęczy znajduje się parking oraz pomnik "Golgota Wschodu". 

## Szlaki turystyczne
- Główny Szlak Świętokrzyski im. Edmunda Massalskiego na odcinku: Święta Katarzyna - Łysica - Przełęcz świętego Mikołaja - Kakonin - Przełęcz Hucka (Huta Szklana) - Łysa Góra - Trzcianka - Kobyla Góra - Paprocice